# Mexikoplatz

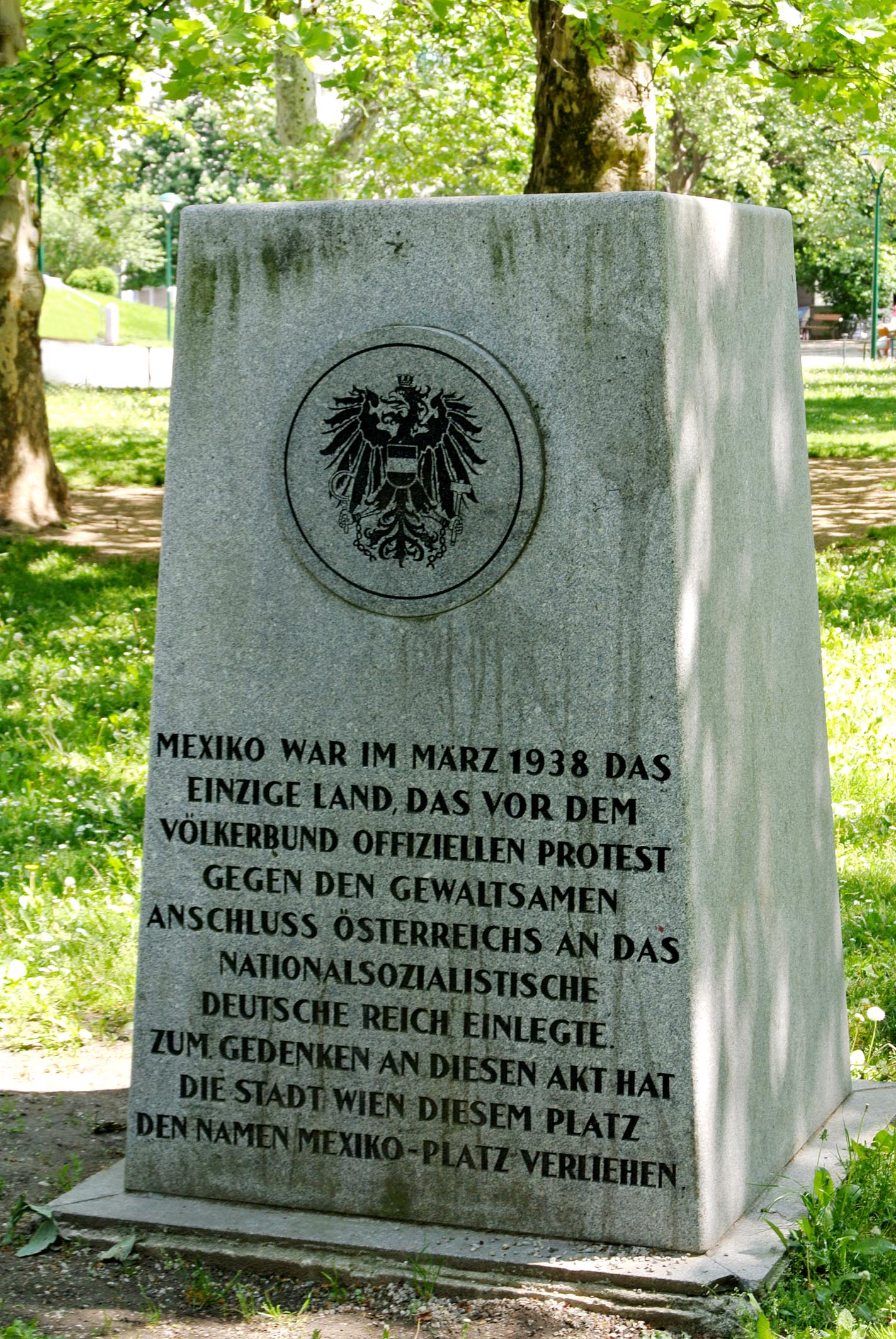
Památník věnovaný založení náměstí 'Mexikoplatz' (Gedenkstein Mexikoplatz, Wien Leopoldstadt)

Mexikoplatz je náměstí ve vídeňské čtvrti Leopoldstadt. Nachází se na břehu Dunaje u vyústění mostu Reichsbrücke. Část jeho plochy je parkově upravena, dominantou je kostel svatého Františka z Assisi ('Die Franz von Assisi Kirche') architekta Victora Luntze vysvěcený roku 1913 (říká se mu také Jubilejní kostel, protože jeho výstavba byla zahájena roku 1898 k padesátému výročí panování Františka Josefa I.).

## Historie
Náměstí vzniklo po regulaci Dunaje v sedmdesátých letech 19. století. Původně se jmenovalo Erzherzog-Karl-Platz podle arcivévody Karla Ludvíka, v roce 1919 bylo přejmenováno na Volkswehrplatz podle dobrovolnických jednotek zřízených po první světové válce. Rakouský stát mu vrátil roku 1934 původní název, od roku 1956 se náměstí jmenuje Mexikoplatz na počest toho, že Mexiko bylo jediným státem, který v roce 1938 protestoval ve Společnosti národů proti anšlusu Rakouska. V roce 1985 byl na náměstí odhalen pomník připomínající tuto událost.
Mexikoplatz je důležitým dopravním uzlem, jsou tu tramvajové i autobusové zastávky, nedaleko se nachází stanice metra Vorgartenstraße a přístaviště parníků DDSG Blue Danube. Náměstí se proslavilo svým bleším trhem, který přitahoval přistěhovalce a turisty z východní Evropy.
V letech 2008 až 2009 odhalil Marko Lulic na náměstí Pomník proti mýtu o první oběti. Tvořily ho přes tři metry vysoké číslice 99,73: to bylo procento Rakušanů, kteří v referendu podpořili připojení země k nacistickému Německu. Autor instalace tím vyjádřil nesouhlas s konstitutivní tezí druhé rakouské republiky o tom, že se země v roce 1938 stala pasivní obětí německé agrese.